# Monte Pizzocolo
Der Monte Pizzocolo ist ein über dem Gardasee in der italienischen Provinz Brescia in der Region Lombardei aufragender Berg. Er zählt zum Gebirgszug der Gardaseeberge und ist mit 1581 m Höhe die höchste Erhebung im Umkreis von 15 Kilometern am Westufer des Sees. Er erhebt sich unmittelbar nordwestlich von Toscolano Maderno. Durch seine exponierte Lage an jener Stelle, an der sich der weiter nördlich sehr schmale Gardasee in eine weite Wasserfläche gen Süden öffnet, ist er von zahlreichen Ufern aus verschiedenen Richtungen sichtbar. 
Der Monte Pizzocolo besitzt auf Grund eines ausgeprägten Felsvorsprunges an seiner Nordostflanke eine sehr charakteristische Silhouette und einen hohen Wiedererkennungswert. Der Berg ist ein beliebtes Ausflugsziel, und der Gipfel kann zu Fuß oder mit dem Mountainbike über die nur mäßig ansteigenden Süd- und Westhänge erreicht werden. Die Flanken der Nordseite fallen im Vergleich dazu relativ steil ab.
Der Monte Pizzocolo wird wegen seiner charakteristischen Gipfelformation von den Einheimischen auch Naso de Napoleone genannt. In Süd-Nord-Richtung sieht er aus wie das Gesichtsprofil des liegenden Kaisers Napoleon Bonaparte.

## Bildergalerie

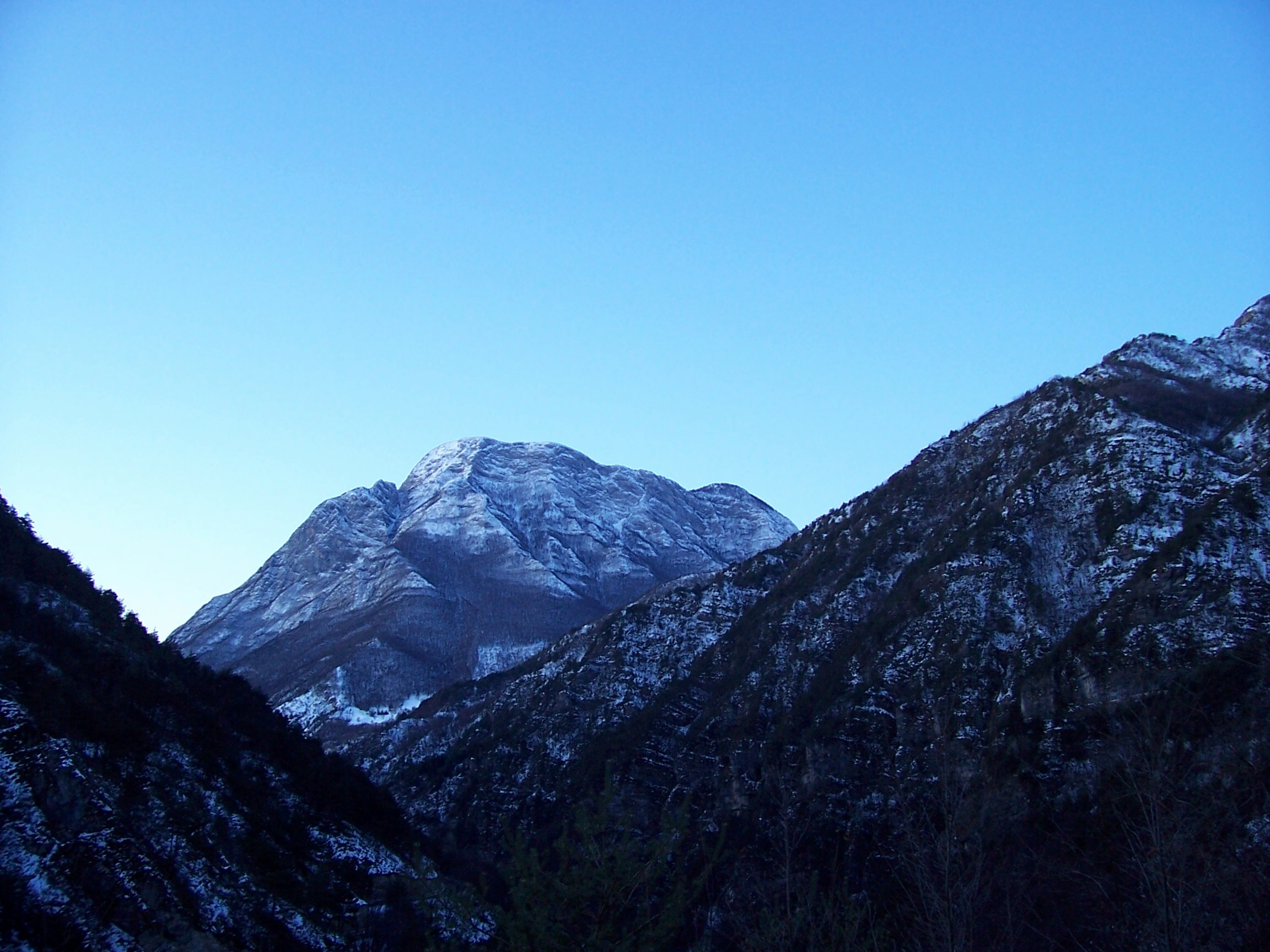
Der Monte Pizzocolo im Januar 2009
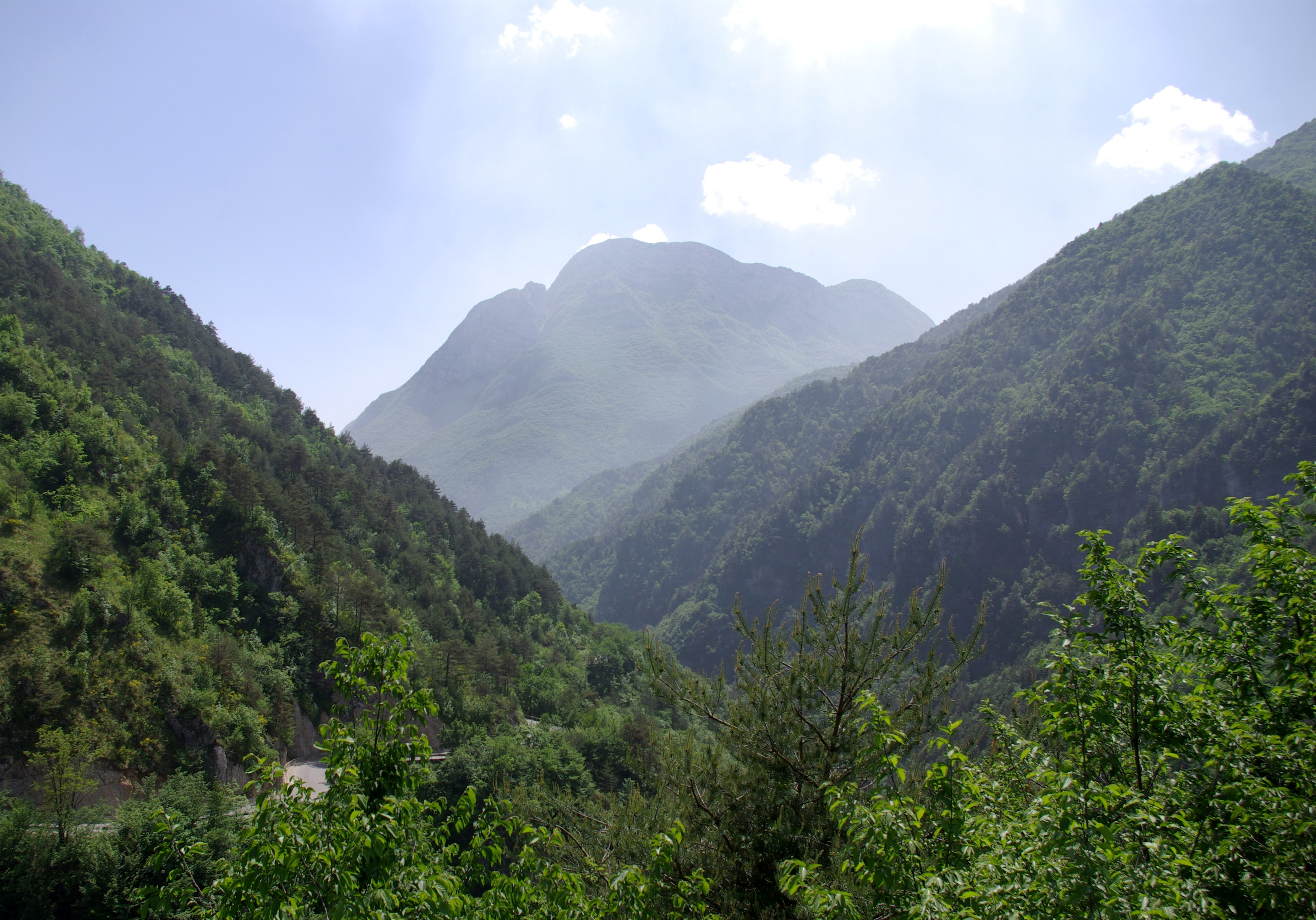
Blick vom Lago di Valvestino zum Monte Pizzocolo
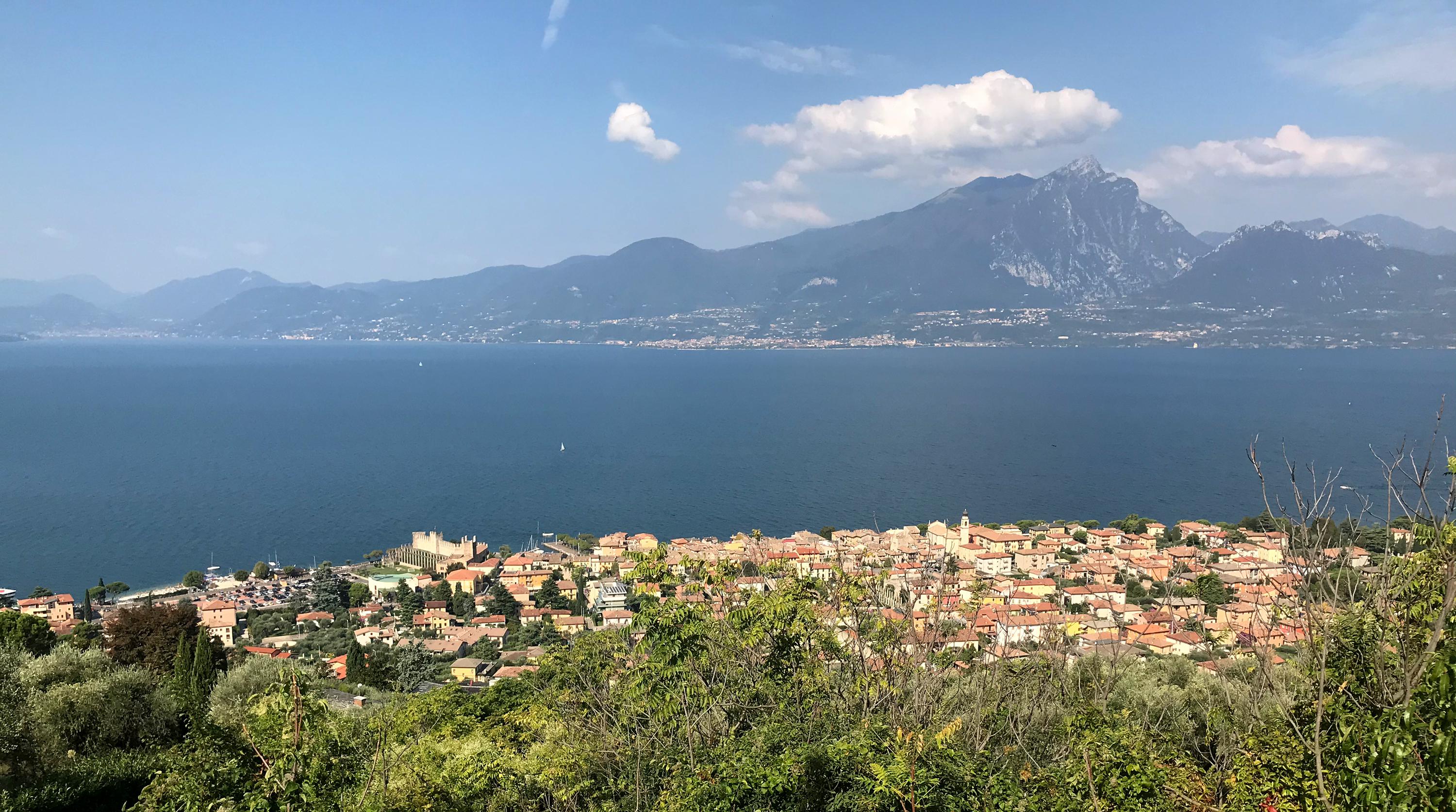
Monte Pizzocolo vom Ostufer (Torri del Benaco) aus gesehen.